# Брохоцинек (Мазовецьке воєводство)
Брохоцинек (пол. Brochocinek) — село в Польщі, у гміні Радзаново Плоцького повіту Мазовецького воєводства.
Населення — 157 осіб (2011).
У 1975-1998 роках село належало до Плоцького воєводства.

## Демографія
Демографічна структура станом на 31 березня 2011 року:
|          | Загалом | Допрацездатний вік | Працездатний вік | Постпрацездатний вік |
| -------- | ------- | ------------------ | ---------------- | -------------------- |
| Чоловіки | 80      | 20                 | 50               | 10                   |
| Жінки    | 77      | 11                 | 45               | 21                   |
| Разом    | 157     | 31                 | 95               | 31                   |